# Loboponera

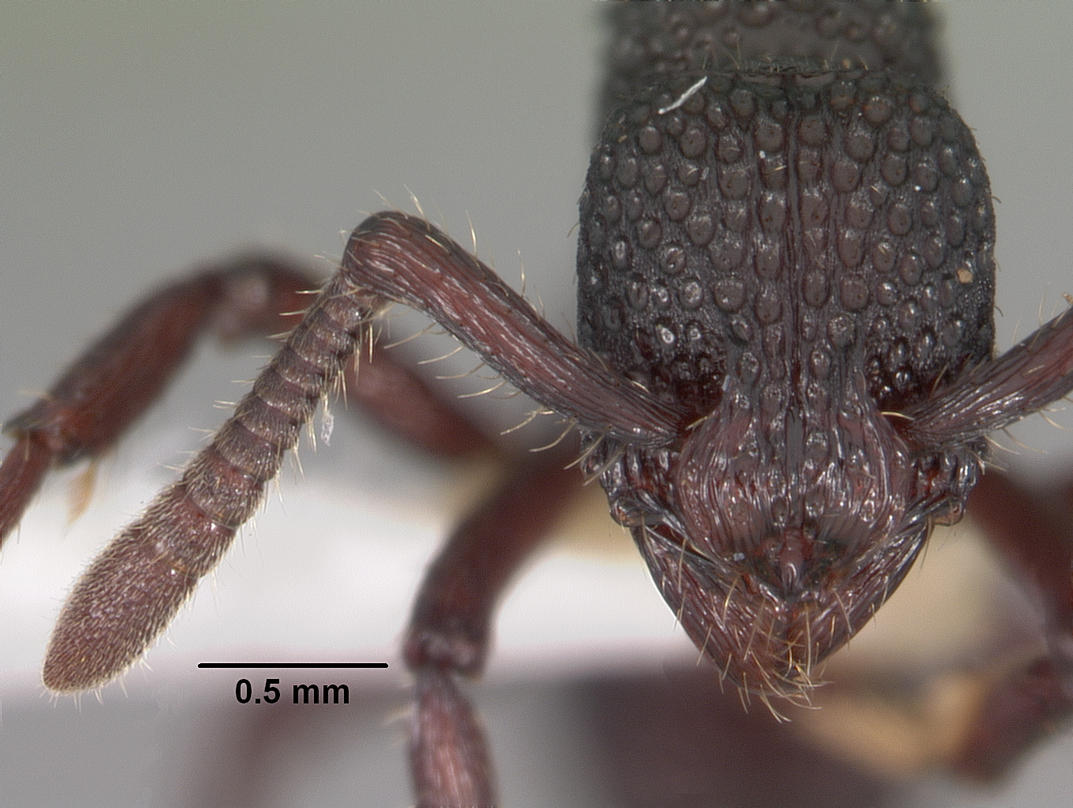
Loboponera vigilans

Loboponera (лат. ) — род муравьёв (Formicidae) из подсемейства Ponerinae. 9 видов. Эндемики экваториальной Африки.

## Описание
Мелкого размера муравьи с грубо-ячеистой скульптурой всего тела и сильно изогнутым вниз и вперёд кончиком брюшка (первые два тергита сильно увеличены, а задние мелкие, малозаметны). Длина рабочих особей около 5 мм (от 3 до 7,5 мм), коричневого цвета (от красно-коричневой до почти чёрной). Усики 12-члениковые. Нижнечелюстные щупики состоят из 2 члеников, нижнегубные — из 2 сегментов. Мандибулы субтреугольные, с 2-6 зубчиками на жевательном крае. Средние и задние ноги с одной голенной шпорой. Стебелёк между грудкой и брюшком состоит из одного членика петиоля. Предположительно хищники. Обнаружены в подстилочном слое тропических лесов Западной и Центральной Африки от Берега Слоновой Кости до Руанды.

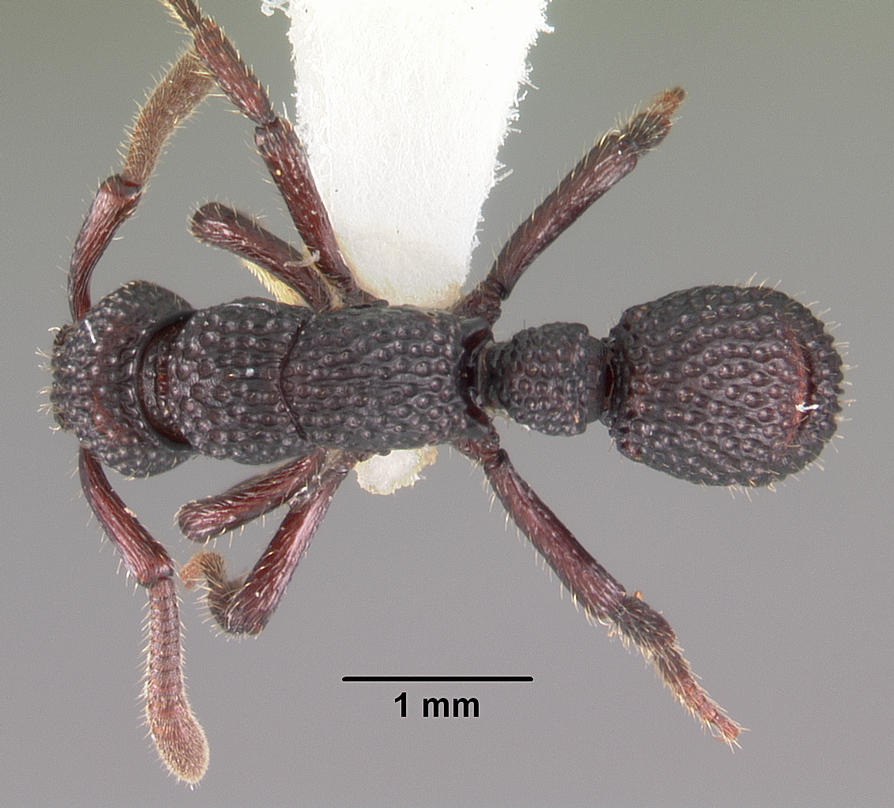
Loboponera vigilans

## Систематика
9 видов. В 2009 году Крис Шмидт (Schmidt, 2009), проведя молекулярно-генетический филогенетический анализ подсемейства понерины включил род Asphinctopone в состав родовой группы Plectroctena genus group (Ponerini). Loboponera наиболее сходен с муравьями родов Plectroctena, Boloponera, Psalidomyrmex, Feroponera, и некоторыми Bothroponera, но отличается строением головы и загнутым вниз и вперёд брюшком.
- Loboponera basalis Bolton & Brown, 2002
- Loboponera edentula Bolton & Brown, 2002
- Loboponera nasica (Santschi, 1920)
  - =Pachycondyla (Bothroponera) nasica Santschi, 1920
- Loboponera nobiliae Fisher, 2006
- Loboponera obeliscata Bolton & Brown, 2002
- Loboponera politula Bolton & Brown, 2002
- Loboponera subatra Bolton & Brown, 2002
- Loboponera trica Bolton & Brown, 2002
- Loboponera vigilans Bolton & Brown, 2002